# Extériorisation des bénéfices
L'extériorisation des bénéfices est une stratégie de gestion des entreprises axée sur l'affichage de bénéfices le plus élevé possible à court terme, afin de doper à court terme le cours de Bourse, si l'entreprise est cotée, ou de la revendre plus cher, dans le cas du capital-investissement.
Cette stratégie a pour avantage d'offrir des revenus immédiats aux actionnaires. Elle oblige cependant l’entreprise à afficher rapidement des bénéfices, pour injecter de l'argent sur le marché boursier, par le versement d'un dividende ou des rachats d'actions. Elle a donc pour inconvénient, à plus long terme, de peser sur l'activité de l'entreprise, par une ponction sur son activité, en l'obligeant à réduire ses coûts de production au-delà du nécessaire, ou pratiquer des prix de vente un peu excessifs.
En période de croissance faible, et de fiscalité avantageuse du capital, une extériorisation des bénéfices poussée reflète la crainte des dirigeants de l'entreprise qu'elle soit rachetée, ou leur désir d'un moteur auxiliaire à la hausse du cours de Bourse, pour doper leur patrimoine. On peut parler alors de financement de la décroissance.
La stratégie inverse, l'intériorisation des bénéfices, vise à sacrifier la rentabilité, voire à l'annuler ou afficher des pertes, en baissant les prix de vente ou multipliant les dépenses technologiques et commerciales, afin de gagner des parts de marché sur le long terme. Une même entreprise peut passer d'une stratégie à l'autre, au cours de son histoire, voire en fonction de l'évolution du contexte fiscal et économique.
L'extériorisation des bénéfices est plus fréquentes chez les entreprises dites "mûres", ou disposant d'un monopole ou d'un oligopole (distribution d'eau, d'électricité) et chez les entreprises rachetées dans le cadre d'un LBO, que dans la haute-technologie, les jeunes sociétés et celles qui ont recours au capital-risque.